# ユージーン・マッカーシー
ユージーン・ジョセフ・マッカーシー（Eugene Joseph "Gene" McCarthy, 1916年3月29日 - 2005年12月10日）はアメリカの政治家。連邦下院議員（1949年 - 1959年）、連邦上院議員（ミネソタ州選出、1959年 - 1971年）。所属政党は民主党。1976年の大統領候補者（独立系）。

## 経歴・人物
ミネソタ州ワトキンス出身。連邦議会議員として主に上院・下院の外交委員会で活躍する。マッカーシーは、リンドン・ジョンソン大統領のベトナム介入政策への批判者、議会におけるヴェトナム反戦活動の指導者として知られた。
1968年の大統領選挙では、現職のジョンソンが民主党の予備選を勝ち抜き、指名を獲得することは確実と見られていた。マッカーシーはジョンソンに対抗してニューハンプシャー州予備選に立候補した。その際、彼は反戦を訴えかけ、多くの反戦運動家、学生の支持を集めた。マッカーシーはこうした学生、運動家を中心とした草の根の選挙キャンペーンで支持を広げた。この予備選で、マッカーシーは42％の票を獲得し、ジョンソンの得票率49％に肉薄した。この事態によりジョンソンが身内である民主党員の支持を失っていることが露呈し、またマスコミ各社はマッカーシーが事実上勝利したと「判定」した。この結果ジョンソンは大統領再選を断念して選挙戦からの撤退、本選不出馬を表明した。
ニューハンプシャー州予備選後、民主党の指名争いは混沌とした様相を見せた。ロバート・ケネディ上院議員が立候補、最有力候補となったが、ケネディはカリフォルニア州予備選での勝利後、暗殺された。その結果、シカゴでの党大会でヒューバート・ハンフリー副大統領が指名されたが、ハンフリーはそもそも予備選に立候補しておらず、こうした選出プロセスは不透明であるとの批判を受けた。次の1972年の大統領選挙から予備選を全州に導入し、予備選の結果で代議員を候補者に配分する方法がとられることが共和、民主の両党で決定されたのは1968年の反省にたってのことであった。
1968年のあとにも、1972年、1992年の民主党大統領候補予備選に立候補した。しかし、マッカーシーはこれ以降、民主党を離れて活動することが目立った。1976年に独立系の候補者として大統領選に立候補したのはその端的な例である。1980年の大統領選挙では共和党のロナルド・レーガン元カリフォルニア州知事を支援した。（別の説によるとリバタリアン党のエドワード・クラーク候補を支持した。）2000年の大統領選挙では緑の党のラルフ・ネーダー候補を支持した。
2005年12月10日、ワシントン・ジョージタウンの生活支援施設にて、パーキンソン病とその合併症の為に逝去。89歳没。